# Самоа на Светском првенству у атлетици у дворани 2012.
Самоа је десети пут учествовала на Светском првенству у атлетици у дворани 2012. одржаном у Истанбулу од 9. до 11. марта. Репрезентацију Самое представљао је један такмичар, који је наступио у бацању кугле.
Самоа није освојила ниједну медаљу али постигнут је национални рекорд.

## Учесници
Мушкарци:
- Емануеле Фуамату — Бацање кугле

## Резултати

### Мушкарци
| Атлетичар        | Дисциплина   | Лични рекорд | Квалификације | Квалификације | Финале               | Финале  | Детаљи |
| Атлетичар        | Дисциплина   | Лични рекорд | Резултат      | Место         | Резултат             | Место   | Детаљи |
| ---------------- | ------------ | ------------ | ------------- | ------------- | -------------------- | ------- | ------ |
| Емануеле Фуамату | Бацање кугле |              | 18,60 НР      | 22            | Није се квалификовао | 22 / 23 |        |